# 江孝闻
江孝闻（1921年—1992年），化名鲁祥生，河南圉镇镇江庄村人。中华人民共和国政治人物。

## 生平
- 1944年1月至10月，在江庄村任中共党小组组长。
- 1944年10月至12月，任中共芝圃县委组织部组织员。
- 1944年12月至1947年7月，任中共芝圃县(杞县)陈集区组织委员、农协主任。
- 1947年8月至1948年10月，任杞县湖岗区（第四区）区长。
- 1948年11月至1956年5月，任中共杞县县委组织部副部长、部长。
- 1956年5月至1958年7月，任中共杞县县委副书记。
- 1958年7月至1961年10月，任中共杞县县委副书记、县长[1]。
- 1961年11月至1962年6月，任中共杞县县委副书记。
- 1962年6月至1963年3月，任仪封园艺场第二书记。
- 1963年3月至1969年12月，任全国农业产量调查总队河南省分队调查组组长。
- 1970年10月至1978年3月，任中共黄泛区农场园艺场总支部书记。
- 1978年3月至1981年5月，任中共杞县县委副书记。
- 1981年4月至1984年11月，任杞县人大常委会副主任。
- 1984年11月至1986年12月，任中共杞县县委顾问[2]。